# Шмидт, Бранко
Бранко Шмидт (хорв. Branko Schmidt, 21 сентября 1957, Осиек) — хорватский кинорежиссёр и сценарист.

## Биография
Окончил Академию драматического искусства в Загребе (1981). Поставил несколько телевизионных фильмов. В 1988 дебютировал полнометражным игровым фильмом Сокол его не любил (по одноименной драме Фабияна Шоваговича, музыку к этому фильму написал Зоран Мулич). Снимает как художественные, так и документальные ленты, в основном связанные с новейшей историей Югославии и Хорватии.

## Избранная фильмография
- 1988: Сокол его не любил / Sokol ga nije volio (диплом за лучший режиссёрский дебют на кинофестивале в Пуле)
- 1991: Джука Бегович / Đuka Begović
- 1992: Šest sekundi za život (документальный)
- 1993: Vukovarski memento (документальный)
- 1994: Вуковар: дорога домой / Vukovar se vraća kući
- 1997: Рождество в Вене / Božić u Beču
- 1998: Misa za novi život (документальный)
- 2000: Srce nije u modi
- 2001: Королева ночи / Kraljica noći
- 2006: Китайский транзит / Put lubenica (премия за лучший игровой фильм на МКФ в Дубровнике)
- 2007: Panj pun olova (документальный короткометражный; премия жюри за лучший сценарий на Днях хорватского кино, номинация на Гран-при Международного фестиваля нового кино в Сплите)
- 2009: Метастазы / Metastaze
- 2012: Людоед-вегетерианец / Ljudožder vegetarijanac (Золотая арена лучшему режиссёру на КФ в Пуле, номинация на Золотого Георгия Московского МКФ)
- 2015: Вишнёвые имена / Imena višnje (приз «Золотой абрикос» за лучший художественный фильм и специальный приз жюри ФИПРЕССИ Ереванского кинофестиваля)